# غونار صامويلسون
غونار صامويلسون (بالسويدية: Gunnar Samuelsson)‏ هو متزحلق سويدي، ولد في 2 مايو 1927 في Lima, Sweden ‏ في السويد، وتوفي في 4 نوفمبر 2007 في دالارنا في السويد.

## وصلات خارجية
- غونار صامويلسون على موقع أوليمبيديا (الإنجليزية)
- غونار صامويلسون على موقع اللجنة الأولمبية السويدية (السويدية)